# Ignacio Calderón
Ignacio Francisco Calderón González (Guadalajara, 13 dicembre 1943) è un ex calciatore messicano, di ruolo portiere.